# سده ۱۴ (قمری)
| سده‌ها: | سده ۱۳ - سده ۱۴ - سده ۱۵                          |
| دهه‌ها: | ۱۳۰۰ ۱۳۱۰ ۱۳۲۰ ۱۳۳۰ ۱۳۴۰ ۱۳۵۰ ۱۳۶۰ ۱۳۷۰ ۱۳۸۰ ۱۳۹۰ |

قرن ۱۴ قمری یا سده چهارده (قمری) در تقویم هجری قمری به فاصله سالهای ۱۳۰۱ تا ۱۴۰۰ قمری گفته می‌شود.

## چهره‌های برجسته
سید محمد شریف تقوی شیرازی